# 拉普雷薩 (加利福尼亞州)
拉普雷薩（英語：La Presa）是位於美國加利福尼亞州聖地牙哥縣的一個人口普查指定地區。

## 地理
拉普雷薩的座標為32°42′43″N 117°00′14″W / 32.71194°N 117.00389°W，而該地最高點為海拔高度107米（即351英尺）。

## 人口
根據2010年美國人口普查的數據，拉普雷薩的面積為15.585平方千米，當中陸地面積為14.234平方千米，而水域面積為1.351平方千米。當地共有人口34169人，而人口密度為每平方千米2,192人。